# Kronprinsen som försvann
Kronprinsen som försvann är SVT:s julkalender 2022, regisserad av Tord Danielsson och skriven av Mattias Grosin, Linn Mannheimer och Isabelle Riddez. Regissören beskriver serien som "en vintrig berättelse med både spänning och humor, som utspelas någon gång för länge sedan". Julkalendern är inspirerad av klassiska sagor men också av matinéfilmer och Disney. Julkalendern vann Kristallen 2023 som årets barnprogram. 
En långfilm med titeln Kronprinsen och tyrannens återkomst hade premiär 7 februari 2025.

## Handling
Julkalendern utspelar sig "för länge sedan i ett rike långt upp i norr". Den handlar om kronprins Carl Wilhelm som tvingas fly från det kungliga slottet när mamma, drottning Lovisa, plötsligt försvinner. Väl ute i den hårda verkligheten träffar han den fattiga flickan Hilda, som hjälper honom att gömma sig under falsk identitet som barnhemspojken Ville.

## Rollista
- Kerstin Linden – fattigflickan Hilda
- Xavier Canca-Englund  – kronprins Carl Wilhelm Gyllencrona / fattigpojken Ville
- Arvin Kananian – narren Amir, vän till kronprinsen
- Dilan Gwyn – drottning Lovisa
- Anton Lundqvist – löjtnant Silverdufva / Mannen med mask
- Maria Lundqvist – Nanni, Hildas farmor
- Valter Toverud – lillebror
- Dag Malmberg – general Leijongap
- Sissela Benn – kammarfrun
- Alva Bratt – Augustina Gyllencrona, hertiginna, kronprinsens kusin
- Magnus Sundberg – vakten Rask
- Christoffer Nordenrot – vakten Frisk
- Sissela Kyle – riksdomaren
- Joel Spira – Torsten
- Alejandra Goic Albornoz – Maria
- Jonatan Rodriguez – Edward
- Torbjörn Averås Skorup – betjänt
- Rozbeh Ganjali – vaktkapten
- Rojan Telo – vakt
- Tina Pour Davoy – antikhandlare
- Annika Hallin – lunchgäst
- Lennart Jähkel – berättare[5]

## Produktion

### Idé och bakgrund
I början av december 2021 annonserades projektet när produktionsbolaget Baluba sökte statister till julkalendern. Senare i december blev det klart att serien skulle spelas in på Gotland och även i Stockholm. När Maria Lundqvist hörde från sin son att han var med i julkalendern ringde hon in till regissören Tord Danielsson och frågade om det inte fanns någon roll till henne och blev därmed rollsatt som Hildas farmor Nanni. Det var ursprungligen tänkt att Happy Jankell skulle spela rollen som Augustina, men hon blev tvungen att hoppa av projektet av personliga skäl och ersattes istället av Alva Bratt.
Serien producerades av Baluba för SVT med Tord Danielsson som regissör som tidigare regisserat julkalendern Jakten på tidskristallen från 2017.

### Inspelning
Serien hade inspelningsstart i början av januari 2022 i studio i Stockholm där ett värdshus hade byggts upp. I februari spelades scener in i Essinge kyrka medan utomhusscener spelades in mellan 28 februari och 16 mars på Gotland, i och runt Visby, i bland annat Sankt Lars och Drottens ruiner, Kapitelhusgården, Lummelundagrottorna, Sigsarve strand, strax norr om Ihreviken, Helgeands ruin och Kruttornet i Visby ringmur. I inspelningarna medverkade också ett 30-tal gotländska statister. På våren spelades inomhusscener in i Nootska palatset på Södermalm.
Serien spelades också in i Ungern. Valet att spela in serien i Ungern kom sig av att regissören Tord Danielsson ville hitta "nya miljöer som inte använts i tidigare julkalenderproduktioner".
Specialeffekterna gjordes av Dupp film i Karlsborg.

### Musik
Musiken i julkalendern skrevs av Jonas Wikstrand som tidigare skrivit musik till 2017 års julkalender Jakten på tidskristallen. Bortsett från Maria Lundqvist som framförde sina sångnummer på plats framför Jonas Wikstrand och Jonathan Hultén stämmorna i julkalenderns sångnummer. Musiken finns även tillgänglig digitalt.
| Nr | Spår                     | Medverkande                     | Längd |
| -- | ------------------------ | ------------------------------- | ----- |
| 1  | För Länge Sedan          | Jonas Wikstrand                 | 02:14 |
| 2  | Hildas Visa              | Jonas Wikstrand                 | 01:17 |
| 3  | Julkassan Vår            | Maria Lundqvist Jonas Wikstrand | 01:12 |
| 4  | Kronprinsen              | Jonas Wikstrand                 | 00:34 |
| 5  | Drottningen Och Valvet   | Jonas Wikstrand                 | 03:01 |
| 6  | För Alltid               | Jonas Wikstrand                 | 01:31 |
| 7  | Gnugga!                  | Jonas Wikstrand                 | 01:13 |
| 8  | Leijongap                | Jonas Wikstrand                 | 01:59 |
| 9  | Amir Ska Rädda Ville     | Jonas Wikstrand                 | 01:32 |
| 10 | De Två Regenterna        | Jonas Wikstrand                 | 01:05 |
| 11 | Ville Och Hilda På Taket | Jonas Wikstrand                 | 01:58 |
| 12 | Mosmästaren              | Maria Lundqvist Jonas Wikstrand | 01:11 |
| 13 | En Julvisa               | Jonas Wikstrand                 | 00:56 |
| 14 | Augustina                | Jonas Wikstrand                 | 01:31 |
| 15 | Barnhemmet               | Jonas Wikstrand                 | 01:48 |
| 16 | Augustinas Kröning       | Jonas Wikstrand                 | 00:37 |
| 17 | Lite Mer Mos             | Jonas Wikstrand                 | 00:42 |
| 18 | Dagboken                 | Jonas Wikstrand                 | 01:29 |
| 19 | Hertiginnan              | Jonas Wikstrand                 | 01:30 |
| 20 | Fattigbyn                | Jonas Wikstrand                 | 01:17 |
| 21 | En Kungörelse            | Jonas Wikstrand                 | 00:39 |
| 22 | Vakna                    | Jonas Wikstrand                 | 00:28 |
| 23 | Förloraren               | Jonas Wikstrand                 | 01:05 |
| 24 | Jakten På Slottet        | Jonas Wikstrand                 | 01:25 |
| 25 | Mot Havet                | Jonas Wikstrand                 | 01:06 |
| 26 | Stölden                  | Jonas Wikstrand                 | 00:48 |
| 27 | På Vinden                | Jonas Wikstrand                 | 01:48 |
| 28 | Ljus Till Din Sal        | Jonas Wikstrand                 | 02:35 |
| 29 | Räddningen               | Jonas Wikstrand                 | 01:16 |
| 30 | Suselidus                | Maria Lundqvist Jonas Wikstrand | 01:43 |

### Papperskalender
Årets papperskalender illustrerades av Rickard Häll.

## Mottagande
Julkalendern fick ett övervägande positivt mottagande av kritikerna. Lukas Ernryd på Blekinge Läns Tidning kallade serien en "barnvänlig version av Game of Thrones" och skrev ""Kronprinsen som försvann" är fylld med intriger och vändningar som skapar ett ovanligt starkt driv för att vara en julkalender. Detta är tveklöst ett försök att få även barnens föräldrar att vilja sitta med i soffan utan att somna. Det lyckas man med. Jag vågar påstå att mammor och pappor till och med kommer tycka att berättelsen är spännande.". Anna Hellsten på Svenska Dagbladet kallade serien "genuint lyckad, med en story som tar sin publik på allvar och helt skippar föregående kalendrars töntiga flirtar med föräldrapubliken". Gunilla Brodrej på Expressen jämförde serien med Game of Thrones och hyllade seriens rollsättning och känsla, men kritiserade manuset. Karolina Fjellborg på Aftonbladet beskrev serien som "ett spännande kostymäventyr med många styrkor, men en lite väl harmlös sensmoral". Jonas Kihlander på Upsala Nya Tidning ansåg serien ha "hejdlöst varierande nivå på skådespelarinsatserna och manusluckor djupa som tomtesäckar", men kallade den ändå i slutändan som en av de bästa julkalendrarna på senare tid. Jan Andersson på Alingsås Tidning ansåg serien ha för lite julstämning men tyckte ändå serien var spännande och välgjord med bra skådespelarinsatser.
Serien fick ett gott mottagande av tittare men mottog även kritik bland annat för att den skulle vara för läskig för barn och innehålla för lite julstämning. Det första avsnittet sågs av runt 1 753 000 tittare medan serien överlag hade ett snitt på 1 808 000 tittare varav 1 010 000 tittare online och 792 000 tittare live.

### Utmärkelser
- Tord Danielsson nominerades till priset för Årets berättare på Riagalan 2023 för sin insats i julkalendern.[37][38]
- Jonas Wikstrand och Maria Lundqvist nominerades till priset för Årets barnmusik på Grammisgalan 2023 för originalmusiken i julkalendern.[39][40]
- Serien fick pris för Årets barnprogram på Kristallengalan 2023.[41][42]

## Brädspel
Till julen 2023 utvecklades ett brädspel som bygger på julkalendern med titeln "Gyllencronas hjältar". Brädspelet utvecklades i samarbete med Baluba, Uppsala universitets spelutbildning och Region Gotland och trycktes i begränsad upplaga och distribueras av Region Gotlands kulturenhet till olika aktörer på Gotland.

## Uppföljare
En långfilm med titeln Kronprinsen och tyrannens återkomst kommer produceras med samma skådespelare med Suzanne Reuter som kronprinsens farmor. Filmen kommer spelas in i Sverige och Ungern och planeras ha biopremiär till julen 2024.

### Webbkällor
- ”Julkalendern: Kronprinsen som försvann – Medverkande”. SVT. 4 november 2025. https://credits.svt.se/julkalendern-kronprinsen-som-forsvann/. Läst 21 november 2022.